# Susanne Halbeisen
Susanne Halbeisen (* 1986 in Altstätten) ist eine österreichische Schriftstellerin. Sie schreibt Romane in den Genres Fantasy- und Jugendliteratur.

## Leben
Geboren in der Schweiz, zog sie bereits nach kurzer Zeit nach Österreich, wo sie die Matura mit künstlerischem Schwerpunkt absolvierte. Durch ihr anschließendes Studium im Bereich Deutsche Literatur und Amerikanistik erhielt sie einen Bachelor of Arts (BA) von der Humboldt-Universität zu Berlin und einen Master of Arts (MA) in deutscher Literatur von der FU (Freie Universität Berlin). Parallel zu ihrem Studium verbrachte sie insgesamt neun Monate in Neu-Delhi, Indien, wo sie als Tutorin für den DAAD Deutsch als Fremdsprache an der University of Delhi unterrichtete.
Nach Abschluss ihres Studiums zog sie zurück nach Österreich und nahm ihre Tätigkeit als Schriftstellerin auf. Mit ihrer Romanreihe „Love Beyond Worlds“ konnte sie 2016 erfolgreich bei Forever (Verlag der Ullstein Buchverlage) debütieren.
Sie lebt und arbeitet derzeit in Wien, Österreich.

## Bibliografie

### Romane
- Love Beyond Worlds 1 : Pippa und Duncan. Roman. Forever, Berlin 2016, ISBN 978-3-95818-140-3.
- Love Beyond Worlds 2 : Una und Nolan. Roman. Forever, Berlin 2016, ISBN 978-3-95818-140-3.

### Kurzgeschichten
- „200,00 Gurken unter dem Meer“. Der Dampfkochtopf : Geschichten und Rezepte aus der Steampunkküche. Anthologie. OHNEOHREN, Wien 2016, ISBN 978-3-903006-65-2
- "No Saint". Romance Alliance Love Shots. Lovebirds, Stuttgart 2018 ISBN 978-3-96087-367-9.